# Kajewskiella
Kajewskiella es un género con dos especies de plantas con flores perteneciente a la familia de las rubiáceas. 
Este género es endémico de las Islas Salomón.

## Especies seleccionadas
- Kajewskiella polyantha M.E.Jansen (1979).
- Kajewskiella trichantha Merr. & L.M.Perry (1947).